# Puig del Miracle
El Puig del Miracle és una muntanya de 689 metres que es troba al municipi d'Aiguamúrcia, a la comarca de l'Alt Camp.